# استیو جابز (فیلم)
استیو جابز (انگلیسی: Steve Jobs) فیلم درام زندگی‌نامه‌ای سال ۲۰۱۵ به کارگردانی دنی بویل و نویسندگی آرون سورکین است. این فیلم محصولی مشترک از بریتانیا و آمریکاست که از زندگی‌نامهٔ چاپ ۲۰۱۱ نوشتهٔ والتر ایزاکسون و مصاحبه‌های انجام‌گرفته توسط سورکین اقتباس شده‌است. این فیلم ۱۴ سال (۱۹۸۴–۱۹۹۸) از زندگی یکی از بنیان‌گذاران اپل، استیو جابز، را به تصویر می‌کشد. نقش جابز به‌وسیلهٔ مایکل فاسبندر ایفا شده‌است و کیت وینسلت در نقش جوانا هافمن حضور دارد. ست روگن، کاترین واترستون، مایکل استولبارگ و جف دانیلز در نقش‌های مکمل حضور دارند.
توسعهٔ فیلم در سال ۲۰۱۱ پس از به دست آوردن حق انتشار کتاب ایزاکسون آغاز شد. مراحل فیلم‌برداری در ژانویه ۲۰۱۵ آغاز شد. پیش از اینکه فاسبندر در نهایت این نقش را بگیرد، بازیگران مختلفی برای آن در نظر گرفته شده بود. مراحل تدوین پروژه گسترده بود و تدوین‌گر الیوت گراهام در حالی که فیلم هنوز در حال فیلمبرداری بود، شروع به کار کرد. دانیل پمبرتن با تمرکز بر تقسیم موسیقی به سه بخش متمایز، به عنوان آهنگساز فیلم انتخاب شد.
استیو جابز در ۵ سپتامبر ۲۰۱۵ در جشنواره فیلم تلیوراید به نمایش درآمد و اکران محدودی را در شهر نیویورک و لس آنجلس در ۹ اکتبر ۲۰۱۵ آغاز کرد. این فیلم در ۲۳ اکتبر ۲۰۱۵ در ایالات متحده اکران شد و به‌دلیل کارگردانی بویل، سبک بصری، فیلمنامه سورکین و نقش‌آفرینی فاسبندر و وینسلت مورد تحسین منتقدان قرار گرفت. اما شکستی تجاری بود و ۳۴ میلیون دلار در مقابل بودجه ۳۰ میلیون دلاری فروش داشت. افراد نزدیک به جابز مانند استیو وازنیک و جان اسکالی نقش‌آفرینی‌ها را ستایش کردند، اما فیلم به دلیل عدم دقت تاریخی نیز مورد انتقاد قرار گرفت. وینسلت جوایز گلدن گلوب و بفتای بهترین بازیگر نقش مکمل زن را کسب کرد. سورکین نیز جایزه گلدن گلوب بهترین فیلم‌نامه را برنده شد. فاسبندر و وینسلت هر دو به‌ترتیب نامزد دریافت جوایز اسکار بهترین بازیگر مرد و بهترین بازیگر نقش مکمل زن شدند.